# Bitwa pod Małkinią

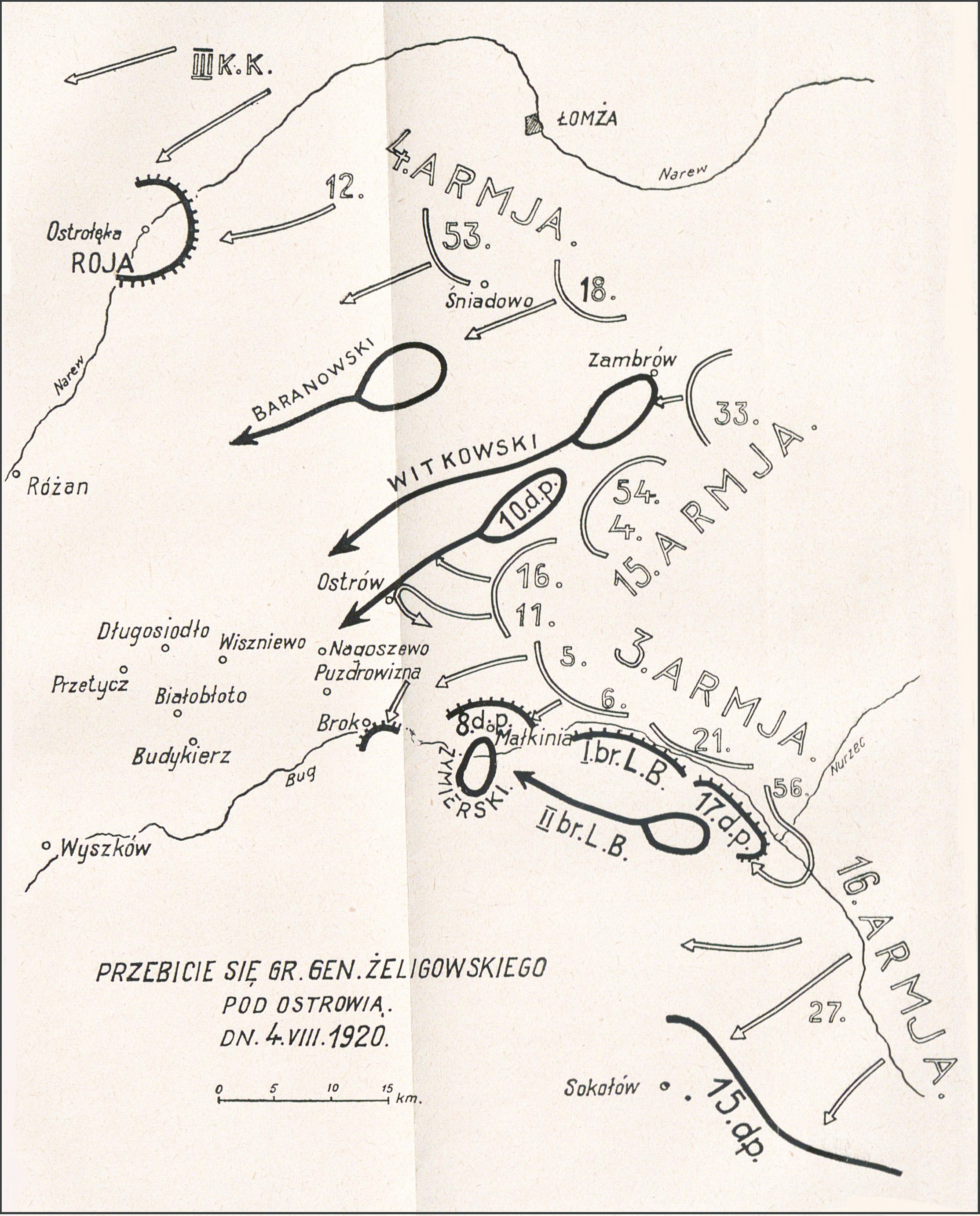
Sytuacja pod Małkinią 4 sierpnia 1920

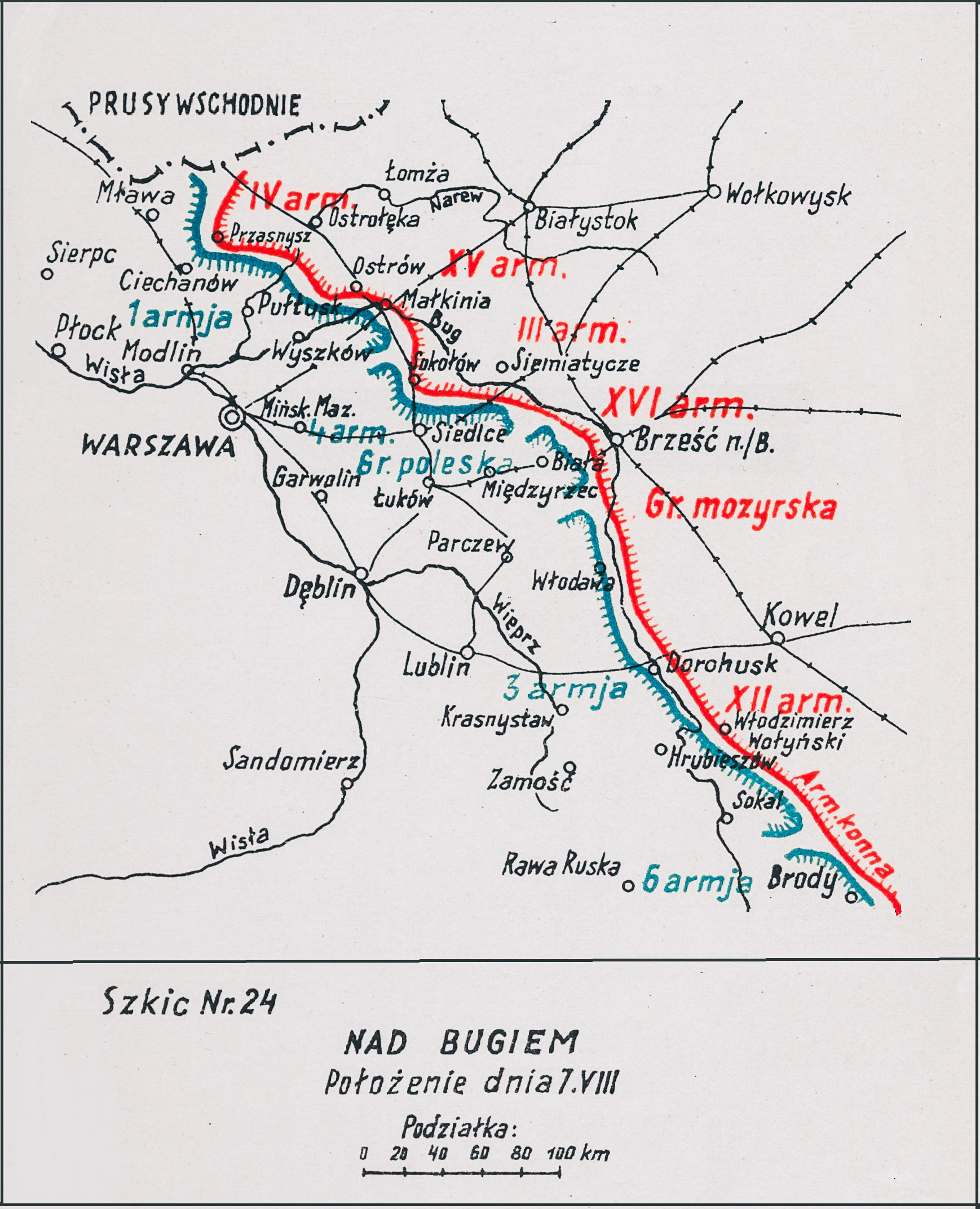
Adam Przybylski,
Wojna Polska 1918–1921

Bitwa pod Małkinią – walki polskiej 8 Dywizji Piechoty gen. Stanisława Burhardta-Bukackego i II Brygady Litewsko-Białoruskiej ppłk. Kazimierza Rybickiego z sowieckimi 5. i 6 Dywizją Strzelców w czasie II ofensywy Frontu Zachodniego Michaiła Tuchaczewskiego w okresie wojny polsko-bolszewickiej.

## Położenie wojsk przed bitwą
W pierwszej dekadzie lipca przełamany został front polski nad Autą, a wojska Frontu Północno-Wschodniego gen. Stanisława Szeptyckiego cofały się pod naporem ofensywy Michaiła Tuchaczewskiego.
Naczelne Dowództwo Wojska Polskiego nakazało powstrzymanie wojsk sowieckiego Frontu Zachodniego na linii dawnych okopów niemieckich z okresu I wojny światowej.
Sytuacja operacyjna, a szczególnie upadek Wilna i obejście pozycji polskich od północy, wymusiła dalszy odwrót wojsk polskich.
1 Armia gen. Gustawa Zygadłowicza cofała się nad Niemen, a 4 Armia nad Szczarę.
Obrona wojsk polskich na linii Niemna i Szczary również nie spełniła oczekiwań. W walce z przeciwnikiem oddziały polskie poniosły duże straty i zbyt wcześnie zaczęły wycofanie na linię Bugu.
Plan polskiego Naczelnego Dowództwa zakładał, że 1. i 4 Armia oraz Grupa Poleska do 5 sierpnia będą bronić linii Narew – Orlanka oraz Leśna – Brześć, aby umożliwić przygotowanie kontrofensywy z rejonu Brześcia na lewe skrzydło wojsk Frontu Zachodniego Michaiła Tuchaczewskiego. Rozstrzygającą operację na linii Bug, Ostrołęka, Omulew doradzał też gen. Maxime Weygand.

## Walki pod Małkinią
3 sierpnia polska 8 Dywizja Piechoty otrzymała rozkaz odwrotu za Bug w rejonie Małkini. W następnym dniu jej oddziały obsadziły centrum i prawe skrzydło obrony przedmościa tej miejscowości. Lewego skrzydła broniła wzmocniona 2 szwadronem 3 pułku strzelców konnych II Brygada Litewsko-Białoruska ppłk. Kazimierza Rybickiego. Oddziały polskiej piechoty wspierał pociąg pancerny Lis-Kula i grupa artylerii pułkownika Rodzińskiego oraz pododdział czołgów.
Wieczorem 5 sierpnia do przedmościa podeszły sowieckie oddziały osłonowe i z marszu przystąpiły do rozpoznania bojem. Atakowano pododdziały XVI Brygady Piechoty.
Następnego dnia siły główne 6 Dywizji Strzelców uderzyły na Zawisty Podleśne i Rostki Wielkie. Ich ataki zostały odparte przez broniące prawego skrzydła oddziały 8 Dywizji Piechoty, a atakujący czerwonoarmiści wycofali się na pozycje wyjściowe.
W tym momencie do natarcia z rejonu Małkini Dolnej w kierunku Ostrowi przystąpiła II Brygada Litewsko-Białoruska i odrzuciła o kilka kilometrów 16 Brygadę Strzelców, a następnie zaatakowała i zmusiła do odwrotu 15 Brygadę Strzelców. Dowódca II BLB, ppłk Rybicki, miał w dyspozycji swoją brygadę, półtora szwadronu kawalerii, I/13 pp oraz baterię artylerii. Około południa grodzieński pułk zajął Błędnicę. W tym czasie na Orło nacierał I/13 pułku piechoty, a I/nowogródzkiego ps zajął folwark Niemiry. Po południu oddziały Brygady L-B wyszły na linię Orło – Błędnica – Daniłowo – folwark Niemiry – Kępiste-Borowe. Na tyły nieprzyjaciela, do Złotoryi, wysłano oddział obejścia, a szwadron kawalerii ruszył na Chmielewo. Wystawiono też ubezpieczenie bojowe w kierunku Broku.
Z położenia obronnego do natarcia przeszły też brygady 8 Dywizji Piechoty z zadaniem opanowania rejonu Kępiste-Borowe – Rostki-Daćbogi – Rostki-Piotrowice. XV Brygadzie Piechoty udało się wyjść na wysokość oddziałów II Brygady Litewsko-Białoruskiej, ale XVI BP nie mogła ruszyć z miejsca. Ostatecznie dowódca grupy, generał Jan Rządkowski nakazał oddziałom 8 DP powrócić na przedmoście.
W tym czasie oddział mjr. Wiktora Matczyńskiego zajął Brok i przystąpił do budowy kładki przez rzekę. Zamiarem gen. Rządkowskiego było uderzyć ze skrzydła na nieprzyjaciela i zdobyć Zaręby Kościelne.
Ogólna sytuacja na froncie wymusiła jednak na dowództwie polskim przerwanie działań zaczepnych, a wieczorem 7 sierpnia podjęto decyzję likwidacji przedmościa. Wycofane oddziały obsadziły linię Bugu na odcinku Małkinia – Brok – Brańszczyk.

## Bilans walk
Twarda obrona 8 Dywizji Piechoty gen. Stanisława Burhardta-Bukackego i energiczne działania zaczepne II Brygady Litewsko-Białoruskiej ppłk. Kazimierza Rybickiego spowodowały, że sowieckie dowództwo błędnie oceniło iż pod Małkinią Polacy zgromadzili znaczne siły do uderzenia na skrzydło oddziałów Armii Czerwonej.
Polacy posiadali jednak zbyt szczupłe siły do kontynuowania natarcia. 8 Dywizja Piechoty wymagała uzupełnienia i odpoczynku. Brakowało też wojsk na obsadzenie frontu nad Bugiem.
Prowadząc działania zaczepne, II Brygada L-B straciła około 25% stanu osobowego, wzięła jednak około dwustu jeńców.